# Joan Anglada i Vilardebó
Joan Anglada i Vilardebó (Vic, 1895 -Vic, 1979) fou advocat, escriptor i periodista format al Seminari de Vic, al col·legi de Sant Miquel i a la Universitat de Barcelona. És un dels fundadors de la Revista de Vic, col·laborador de la Gazeta de Vich (1917-1936), regidor de l'ajuntament (1931-1936), degà del Col·legi d'Advocats (1968-1979), Creu de Sant Ramon de Penyafort (1968), membre de l'Acadèmia de Jurisprudència i Legislació (1978) i membre de la comissió jurídica assessora de la Generalitat de Catalunya (1979). Elaborà un dictamen sobre l'idioma català a les escoles (1972). Soci fundador del Patronat d'Estudis Ausonencs, dirigí i impulsà en la Junta Directiva la secció de restauració dels llocs verdaguerians.